# Baccharis densa
Baccharis densa là một loài thực vật có hoa trong họ Cúc. Loài này được (N.E.Br.) V.M.Badillo mô tả khoa học đầu tiên năm 1983.